# Мнимият принц
„Мнимият принц“ (на немски: Das Märchen vom falschen Prinzen) е разказ-приказка на писателя Вилхелм Хауф, включена в сборника „Керванът“, публикуван през 1826 година.

## Сюжет
Внимание:  Текстът по-долу разкрива сюжета на произведението (или части от него)!
... В един малък шивашки цех в Александрия работи младият Лабакан. Той е добър шивач, но много завистлив мъж. Гледайки богатите клиенти, които си поръчват луксозни дрехи, Лабакан всеки път иска да бъде на тяхно място. Завистта му се оказва толкова силна, че един ден Лабакан прави нещо ужасно: той открадва дрехите ушити за един от клиентите и избягва.
По пътя Лабакан случайно среща и се запознава с красив млад мъж на име Омар, който му разказва една невероятна история. Много години Омар отраства в къщата на Елфи бей, благородник от Кайро. Но преди смъртта си, Елфи бей казва на Омар, че всъщност Омар не му е племенник, а е син на много влиятелен човек. Омар трябва да се срещне с него в близост до известната колона Ел-Серуя и да му предаде условния знак – кинжал, който ще помогне на баща му да намери любимия си син.
... И отново ужасна завист забушува в душата на Лабакан, и отново го подтиква към нова ужасна постъпка. Изчаквайки Омар да заспи, Лабакан грабва заветната кама, оседлава могъщия кон на спящия принц и препуска към срещата. Там Лабакан се среща със султан Саауд, на който предава камата. Радостният баща приветства дългоочаквания „син Омар“ с отворени обятия, но скоро се появява и самият Омар. Младият принц извиква, че Лабакан е само един шивач, че той е измамник, но султанът не чува „лудия“ и нарежда да го арестуват.
Изглежда, че нещата на хитрия измамник Лабакан се нареждат, но неочаквана пречка става съпругата на султана. Тя отказа категорично да признае Лабакан за свой сина, но веднага след като вижда Омар казва на мъжа си, че това е собствената ѝ син. Султанът бил много объркан, но след това умната жена му предлага да организира конкурс, за да разберат истината. Лабакан и Омар получават задача – да ушият празничен кафтан. Няколко дни по-късно, Лабакан донася ушитата дреха и започва да се хвали за това колко качествено и красиво е ушита. Омар, обаче, който е воин, а не шивач, нищо не можеше да направи. И тогава съпругата на султана триумфално заявява, че само шивач, а не един принц може да ушие кафтан, следователно Лабакан е измамник.
Султанът започна да се съмнява още повече, но решава да прибегне до помощта на вълшебната фея Адолзайде. Изслушвайки султана, тя му дава две малки кутии, и препоръчва Лабакан и Омар да изберат една от тях. Султанът извиква жена си, събра всичките си благородници и предлага на младите мъже да се направят своя избор. Лабакан избира кутията, която има надпис „Щастие и богатство“, а Омар – „Чест и слава“. Кутии се отварят сами и тогава става чудо! В кутията, избрана от Омар, има една малка златна корона и в кутията на Лабакан – игла и чиле на конци! Шокираният Лабакан пада на колене, признава измамата си и със сълзи се моли на султана и принца за милост. Доволен от срещата с истинския си син султанът прощава на наглия лъжец, но нарежда незабавно да изгонят Лабакан от страната.
Завръщането на Лабакан у дома му носи ново изпитание. Собственикът на работилницата, където той е работил, при срещата им пребива Лабакан заради кражбата на скъпите дрехи почти до смърт. Но веднага след като Лабакан решава да зашие скъсаните си при боя дрехи, иглата от кутийката на феята сама започва да шие, а конецът никога не свършва! Иглата се оказва вълшебна, и с нейна помощ Лабакан започва да прави най-красивите дрехи, и да има многобройни клиенти ...
| „ | Така се изпълнило пророчеството на ковчежето за щастие и богатство. | “ |

## Адаптации
- Фалшиви принц (1956) – чешки-български филм-приказка.
- Фалшиви принц (1985) – чешки-немски филм-приказка.